# کلی برگلند
کلی برگلند (به انگلیسی: Kelli Berglund؛ زاده ۹ فوریه ۱۹۹۶) بازیگر و مدل اهل ایالات متحده آمریکا است که بیشتر برای ایفای نقش «بری دوونپورت» در سریال‌های موش‌های آزمایشگاهی و موش‌های آزمایشگاهی: نیروی نخبگان که از شبکه دیزنی اکس‌دی پخش شدند، شهرت دارد.

## زندگی‌ شخصی
برگلند در مورپارک، کالیفرنیا متولد و بزرگ شده و در آنجا با پدر و مادرش، مارک و میشل برگلند و خواهر کوچکترش کیرا زندگی می‌کند. او فارغ التحصیل برنامه تحصیلی مستقل دبیرستان مورپارک است. در اوقات فراغت، او از شنا و عکاسی لذت می‌برد. برگلند یکی از حامیان مالی بیمارستان‌های کودکان است.

## حرفه

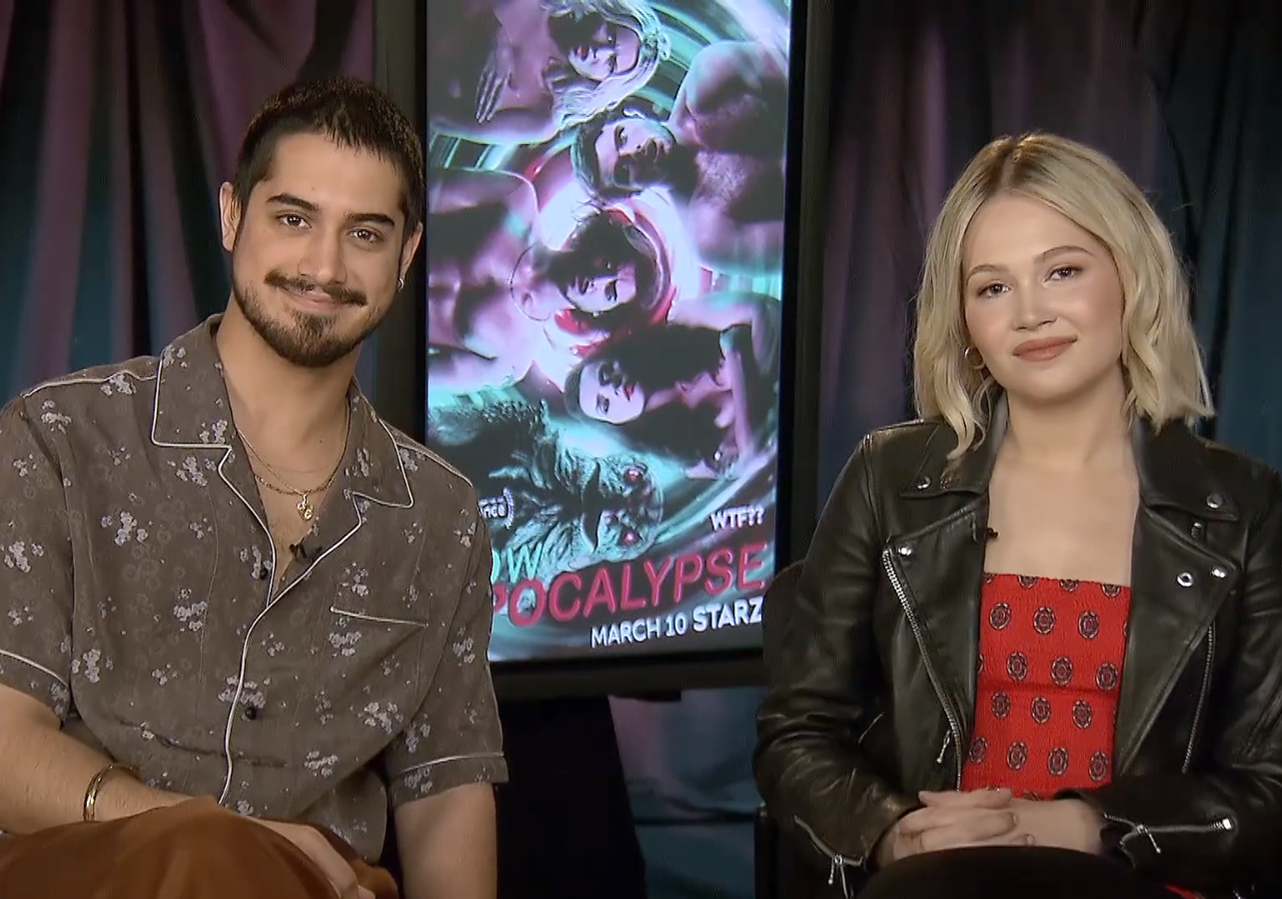
برگلند و اون جوگیا در سال ۲۰۱۹

برگلند حرفه خود را از نوجوانی و با حضور در سریال آموزشی کودکان، هیپ هاپ هری، آغاز کرد. او در ادامه حرفه خود را به عنوان مدل و رقصنده ادامه داد و در این زمینه نیز مورد تحسین بسیاری قرار گرفت.
برگلند در سال‌های ۲۰۱۲ تا ۲۰۱۶ در سریال کمدی و علمی–تخیلی موش‌های آزمایشگاهی در کنار بیلی اونگر، تیرل جکسون ویلیامز و اسپنسر بولدمن در نقش یک ابرانسان ظاهر شد، او در سال ۲۰۱۶، دوباره نقش خود را در اسپین آف این سریال با نام موش‌های آزمایشگاهی: نیروی نخبگان تکرار کرد.
در سال ۲۰۱۴، برگلند به همراه چین آن مک‌کلین به عنوان بازیگر و خواننده در فیلم اختصاصی شبکه دیزنی، چگونه یک پسر بهتر بسازیم ظاهر شد.
در سال ۲۰۱۹، برگلند در سه سریال موفق اینک آخرالزمان، فاسی/وردون و قلمرو حیوانات بازی کرد. او در سریال فاسی/وردون در نقش جوانی گوئن وردن ظاهر شد.

## فیلم‌شناسی
کلی برگلند بیشتر برای بازی در فیلم شبکه دیزنی چگونه یک پسر بهتر بسازیم در نقش مای هارتلی و بازی در سریال‌های موش‌های آزمایشگاهی و موش‌های آزمایشگاهی: نیروی نخبگان در نقش بری داونپورت  شناخته می‌شود‌.

### فیلم
| سال  | نام                      | نقش               | یادداشت |
| ---- | ------------------------ | ----------------- | ------- |
| ۲۰۱۴ | چگونه یک پسر بهتر بسازیم | مای هارتلی        |         |
| ۲۰۲۰ | هالووین هیوبی            | طرفدار بیلی آیلیش |         |
| ۲۰۲۱ | چری                      | مدیسون            | پس‌تولید |

### سریال
| سال       | نام                             | نقش             | یادداشت |
| --------- | ------------------------------- | --------------- | ------- |
| ۲۰۰۶-۲۰۰۸ | هیپ هاپ هری                     | خودش            |         |
| ۲۰۱۲-۲۰۱۶ | موش‌های آزمایشگاهی               | بری داونپورت    |         |
| ۲۰۱۶      | موش‌های آزمایشگاهی: نیروی نخبگان | بری داونپورت    |         |
| ۲۰۱۹      | اینک آخرالزمان                  | کارلی کارسون    |         |
| ۲۰۱۹      | فاسی/وردون                      | جوانی گوئن وردن |         |
| ۲۰۱۹      | قلمرو حیوانات                   | اولیویا         | فصل ۴   |
| ۲۰۱۹-۲۰۲۰ | گلدبرگ ها                       | رن              |         |

## افتخارات
کلی برگلند یک رقصنده برجسته است و در زمینه رقص باله، رقص جاز، رقص معاصر و رقص هیپ هاپ آموزش دیده‌است و جوایز زیادی نیز کسب کرده‌است.